# 博爾特基夫
49°50′40″N 24°37′57″E / 49.84444°N 24.63250°E
博爾特基夫（烏克蘭語：Бортків），是烏克蘭西部的村莊，隸屬利維夫州的佐洛奇夫區。該村始建於1442年，面積3.24平方公里，海拔高度227米，人口705。